# Blå Jungfrun
Blå Jungfrun (Blåkulla) – szwedzka wyspa położona na Morzu Bałtyckim. Jest niezamieszkana, ma powierzchnię około 1,98 km², wznosi się na wysokość do 86 m n.p.m.
Zbudowana jest głównie ze skał granitowych. Na wyspie występują jaskinie. Rośnie też wiele rodzajów ziół. Od roku 1926 wyspa jest szwedzkim parkiem narodowym.